# كولتون هاريس مور
كولتون هاريس مور (بالإنجليزية: Colton Harris-Moore)‏ هو مجرم أمريكي، ولد في 22 مارس 1991 في مونت فيرنون في الولايات المتحدة.